# Liste der Biografien/Zei
Liste der Biografien |
Portal Biografien |
Personensuche
# |
A |
B |
C |
D |
E |
F |
G |
H |
I |
J |
K |
L |
M |
N |
O |
P |
Q |
R |
S |
T |
U |
V |
W |
X |
Y |
Z |
?
 
Za |
Zb |
Zc |
Zd |
Ze |
Zf |
Zg |
Zh |
Zi |
Zj |
Zk |
Zl |
Zm |
Zn |
Zo |
Zr |
Zs |
Zu |
Zv |
Zw |
Zy |
Zz
 
Zea |
Zeb |
Zec |
Zed |
Zee |
Zef |
Zeg |
Zeh |
Zei |
Zej |
Zek |
Zel |
Zem |
Zen |
Zeo |
Zep |
Zeq |
Zer |
Zes |
Zet |
Zeu |
Zev |
Zew |
Zey |
Zez
Die Liste der Biografien führt alle Personen auf, die in der deutschsprachigen Wikipedia einen Artikel haben. Dieses ist eine Teilliste mit 373 Einträgen von Personen, deren Namen mit den Buchstaben „Zei“ beginnt.

## Zei
- Zei, Alki (1923–2020), griechische Schriftstellerin

### Zeib
- Zeibārts, Juris (* 1959), lettischer Generalmajor
- Zeiberliņš, Arturs (1897–1963), lettischer Radrennfahrer
- Zeiberts, Andris (* 1961), deutscher Musiker, Komponist und Musikproduzent
- Zeibich, Christoph Heinrich (1677–1748), deutscher lutherischer Theologe
- Zeibig, Emil (1904–1981), französischer Schwimmer
- Zeibig, Max (1889–1963), deutscher Lehrer und Dichter
- Zeibig, Steffen (* 1977), deutscher Spring- und Dressurreiter
- Zeibig, Yvonne (* 1975), deutsche Biathletin
- Zeibots, Gaidis Andrejs (* 1945), lettischer Vizeadmiral und ehemaliger Befehlshaber der Streitkräfte

### Zeid
- Zeid, Fahrelnissa (1901–1991), türkische KünstlerinFahrelnissa Zeid (1901–1991)

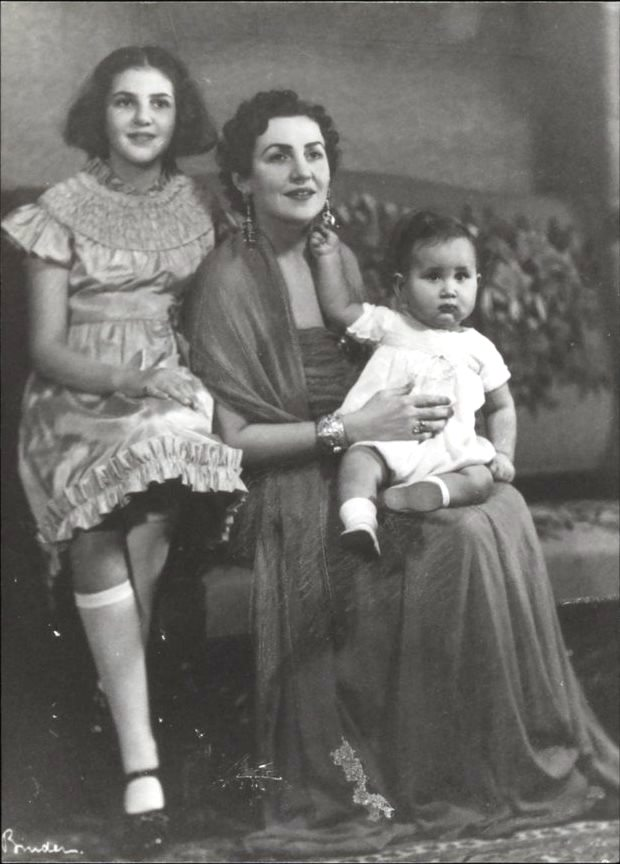
Fahrelnissa Zeid (1901–1991)

- Zeidan, Nada, katarische Bogenschützin, Rallye-Fahrerin und Taekwondo-Sportlerin
- Zeidelhack, Max (1891–1955), deutscher Manager in der Rüstungsindustrie
- Zeiders, Warren (* 1999), US-amerikanischer Country- und Rock-Sänger
- Zeidine, Ousmane Ahmeye (* 1994), nigrischer Fußballspieler
- Zeidler von Görz, Erwin (1865–1945), österreichischer Feldmarschallleutnant
- Zeidler, Alfred (1904–1951), deutscher KPD- und SED-Funktionär
- Zeidler, Alfred (* 1913), deutscher Ingenieur und Politiker (LDPD), MdV
- Zeidler, Axel (* 1957), deutscher Diplomat
- Zeidler, Carl Dietrich von (1660–1710), polnisch-sächsischer Generalmajor
- Zeidler, Charlotte († 1896), deutsche Pianistin und Klavierlehrerin
- Zeidler, Christian Salomon (1687–1754), sächsischer Bergmeister und Markscheider
- Zeidler, Christoph Andreas (1689–1756), sächsischer Bergmeister
- Zeidler, Eberhard (1940–2016), deutscher Mathematiker
- Zeidler, Eberhard Heinrich (1926–2022), deutsch-kanadischer Architekt
- Zeidler, Ekkehard (* 1939), deutscher Fußballspieler und -trainer
- Zeidler, Ernst (1884–1939), deutscher Jurist und Politiker
- Zeidler, Eva (1928–2013), deutsche Schauspielerin und Autorin von Bühnenstücken
- Zeidler, Frank Michael (* 1952), deutscher Maler und Zeichner
- Zeidler, Franz (1883–1945), österreichischer Richter und deutscher Reichsgerichtsrat
- Zeidler, Frithjof (* 1935), deutscher Film- und Fernsehproduzent
- Zeidler, Georg (1860–1915), deutscher Architekt, Maler und Hochschullehrer
- Zeidler, Gerhard (* 1936), deutscher Ingenieur
- Zeidler, Hans (1915–2003), deutscher Geobotaniker und Hochschullehrer
- Zeidler, Hans Christoph (* 1944), deutscher Informatiker und Universitätspräsident
- Zeidler, Hans Dieter (1926–1998), deutscher Schauspieler, Hörspiel- und Synchronsprecher
- Zeidler, Hans-Joachim (1935–2010), deutscher Malerpoet
- Zeidler, Hatto (* 1938), deutscher Lehrer, Kunsterzieher, Bildhauer und Autor
- Zeidler, Heinrich (1898–1992), deutscher Bauingenieur, Industrie- und Brückenbauer
- Zeidler, Heinrich Basilius (1640–1703), deutscher Geistlicher
- Zeidler, Henning (* 1942), deutscher Internist und Rheumatologe
- Zeidler, Jakob (1855–1911), österreichischer Lehrer, Germanist und Literaturhistoriker
- Zeidler, Johann (1596–1645), deutscher Mediziner
- Zeidler, Johann Gottfried (1655–1711), deutscher evangelischer Theologe und satirischer Schriftsteller
- Zeidler, Judith (* 1968), deutsche Olympiasiegerin (DDR) im Rudern
- Zeidler, Jürgen, deutscher Ägyptologe und Keltologe
- Zeidler, Karl (1923–1962), deutscher Rechtswissenschaftler
- Zeidler, Karl-Heinz (* 1944), deutscher Fußballspieler
- Zeidler, Manfred (1935–2016), deutscher Chemiker
- Zeidler, Manfred (* 1952), deutscher Historiker
- Zeidler, Melchior (1630–1686), deutscher Philosoph und evangelischer Theologe
- Zeidler, Michael (* 1944), deutscher Politiker (SPD), MdL
- Zeidler, Norbert (* 1967), deutscher Kommunalpolitiker
- Zeidler, Oliver (* 1996), deutscher RudererOliver Zeidler (* 1996)

Oliver Zeidler (* 1996)

- Zeidler, Othmar (1850–1911), österreichischer Chemiker und Apotheker
- Zeidler, Paul (1548–1627), deutscher evangelischer Theologe, Dichter und Pädagoge
- Zeidler, Paul (1885–1964), deutscher Schauspieler und Hörspielsprecher
- Zeidler, Paul Christoph (1660–1729), sächsischer Bergmeister
- Zeidler, Paul Gerhard (1879–1947), deutscher Schriftsteller
- Zeidler, Peter (* 1962), deutscher Fußballtrainer
- Zeidler, Susanna Elisabeth (* 1657), deutsche Dichterin
- Zeidler, Tani (* 1968), kanadische Springreiterin
- Zeidler, Uwe (* 1967), deutscher Radsportler
- Zeidler, Viktor (1868–1942), österreichischer Politiker (GdP), Abgeordneter zum Nationalrat
- Zeidler, Vincent (* 2008), österreichischer Fußballspieler
- Zeidler, Wilhelm (1841–1918), deutscher Politiker (DkP), MdR, MdL (Königreich Sachsen)
- Zeidler, Wolfgang (1924–1987), deutscher Jurist und Politiker (SPD), Präsident des Bundesverfassungsgerichts (1983–1987)
- Zeidler-Beck, Marlene (* 1987), österreichische Politikerin (ÖVP), Mitglied des Bundesrates
- Zeidlmayr, Sebastian (1671–1750), bayerischer Geistlicher, Organist und Musikpädagoge
- Zeidner, Lisa (* 1955), US-amerikanische Schriftstellerin und Hochschullehrerin

### Zeie
- Zeier, Hans (1899–1989), Schweizer Skilangläufer und Skispringer
- Zeier, Kalle (* 1983), deutscher Fusionmusiker
- Zeier, Muz (1929–1981), Schweizer Maler, Zeichner, Bildhauer und Jazzposaunist
- Zeier, Otto (1898–1960), Schweizer Architekt

### Zeif
- Zeifert, Ruth (* 1972), deutsche Soziologin und Autorin

### Zeig
- Zeig, Jeffrey (* 1947), US-amerikanischer Psychologe und Psychotherapeut
- Zeigan, Holger (* 1972), deutscher Theologe und Autor
- Zeigarnik, Bljuma Wulfowna (1901–1988), sowjetische Gestaltpsychologin
- Zeigbo, Kenneth (* 1977), nigerianischer Fußballspieler
- Zeige, Klaus (1940–2021), deutscher Toningenieur und Tonmeister
- Zeige, Rüdiger (1947–2022), deutscher Hörspielregisseur
- Zeiger, Christian (* 1992), deutscher SynchronsprecherChristian Zeiger (* 1992)

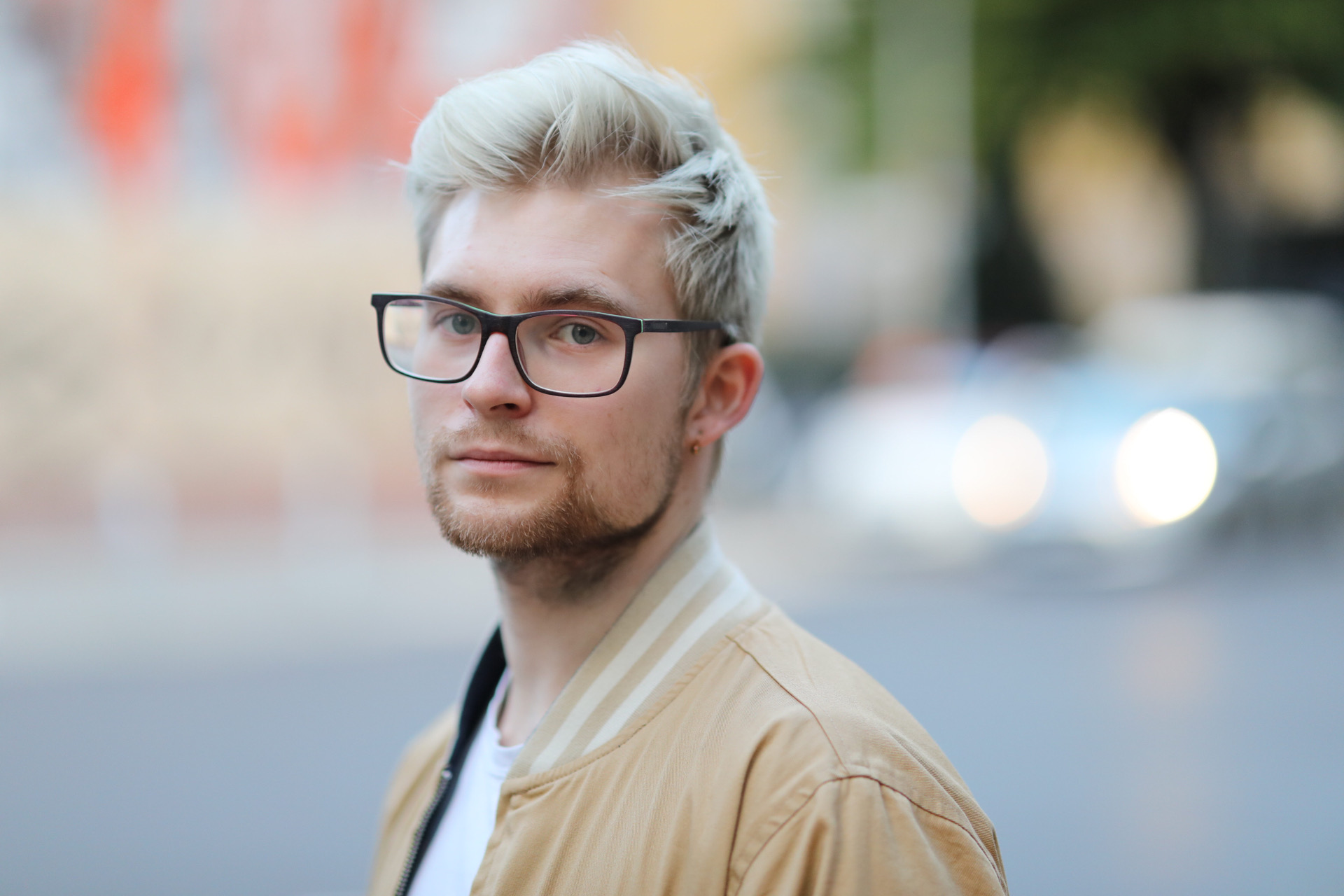
Christian Zeiger (* 1992)

- Zeiger, Herbert (1925–2011), US-amerikanischer Physiker
- Zeiger, Igor (* 1977), israelischer Künstler und Kurator
- Zeiger, Ivo (1898–1952), deutscher römisch-katholischer Theologe
- Zeiger, Joanna (* 1970), amerikanische Triathletin
- Zeiger, Karl (1895–1959), deutscher Anatom und Hochschullehrer
- Zeiger, Philipp (* 1990), deutscher Fußballspieler
- Zeigerman, Dror (* 1948), israelischer Politiker und Diplomat
- Zeigermann, Christian (* 1971), deutscher Architekt
- Zeigert, Dieter (* 1938), deutscher Offizier und Militärschriftsteller
- Zeigler, Arnd (* 1965), deutscher Moderator, Journalist, Autor, Stadionsprecher und Sänger
- Zeigler, Earle F. (1919–2018), amerikanischer und kanadischer Sporthistoriker, Sportwissenschaftler, Sportphilosoph
- Zeigler, Jeffrey, US-amerikanischer Cellist
- Zeigler, Kenneth, US-amerikanischer Amateurastronom
- Zeigler, Lewis (1944–2022), liberianischer Geistlicher, römisch-katholischer Erzbischof von Monrovia
- Zeigner, Erich (1886–1949), deutscher Jurist und Politiker (SPD, SED), MdV
- Zeigner, Raik (* 1984), deutscher Koch

### Zeih
- Zeihan, Peter (* 1973), amerikanischer geopolitischer Analyst und AutorPeter Zeihan (* 1973)

Peter Zeihan (* 1973)

- Zeihen, Marc (* 1975), deutscher Basketballspieler
- Zeiher, Andreas M. (* 1955), deutscher Kardiologe, Professor und Direktor der Medizinischen Klinik III am Universitätsklinikum Frankfurt am Main
- Zeiher, Johann Ernst (1725–1784), deutscher Mathematiker, Mechaniker, Sprachwissenschaftler und Optiker
- Zeiher, Martin (1952–2019), deutscher Politiker (CDU), MdL
- Zeiher, Reinhard (* 1939), deutscher Ringer
- Zeiher, Vasili (* 1971), deutscher Freistilringer

### Zeij
- Zeijst, Ans van (1906–1988), niederländische Designerin und Künstlerin

### Zeik
- Zeik, J. D. (* 1959), US-amerikanischer Drehbuchautor und Dozent
- Zeikfalvy, Eva (* 1967), schwedische Fußballspielerin

### Zeil
- Zeil, Emil (* 2005), deutscher Fußballspieler
- Zeil, Martin (* 1956), deutscher Politiker (FDP), MdL, MdB, bayerischer Staatsminister
- Zeil, Werner (1919–2003), deutscher Geologe
- Zeilbauer, Sepp (* 1952), österreichischer Zehnkämpfer
- Zeilberger, Doron (* 1950), israelischer Mathematiker
- Zeilberger, Johann (1831–1881), österreichischer Politiker
- Zeilberger, Norbert (1969–2012), österreichischer Organist, Cembalist und Pianist
- Zeileis, Alfons (1887–1963), deutscher Maler und Kunstpädagoge
- Zeileis, Valentin (1873–1939), deutsch-österreichischer Pionier der elektrophysikalischen Therapie
- Zeileissen, Karl (1895–1955), österreichischer und deutscher Diplomat und Konsul im Auswärtigen Dienst
- Zeileissen, Rudolf (1897–1970), österreichischer Maler
- Zeiler, Alois (1868–1966), deutscher Reichsgerichtsrat
- Zeiler, Cölestina (1690–1766), Benediktineräbtissin in der Habsburgermonarchie
- Zeiler, Friedrich (* 1920), deutscher Offizier, zuletzt Generalleutnant
- Zeiler, Gallus (1705–1755), Benediktiner, Abt und Klosterkomponist
- Zeiler, Gerhard (* 1955), österreichischer MedienmanagerGerhard Zeiler (* 1955)

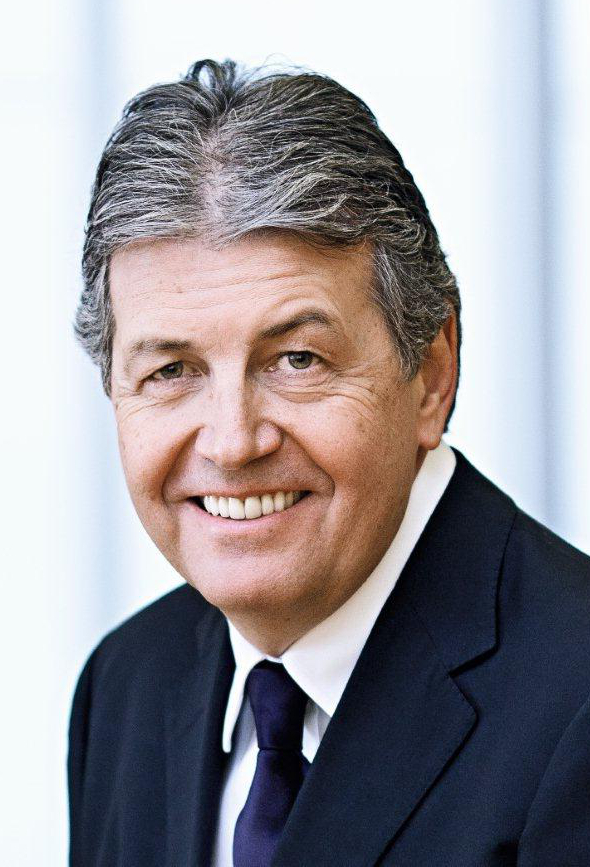
Gerhard Zeiler (* 1955)

- Zeiler, Johannes (* 1970), österreichischer Schauspieler
- Zeiler, John (* 1982), US-amerikanischer Eishockeyspieler
- Zeiler, Kaspar (1594–1681), Generalvikar und Weihbischof von Augsburg
- Zeiler, Peter (* 1970), deutscher Fußballspieler
- Zeiler, Reinhard (1941–2023), deutscher Eishockeyspieler
- Zeilfelder, Jakob (1899–1971), deutscher Fußballspieler
- Zeilhofer, Hans-Florian (* 1952), deutsch-schweizerischer Mund-, Kiefer- und Gesichtschirurg
- Zeilhofer, Patrick (* 1964), deutscher Journalist und Medienmanager
- Zeilhofer, Willibald (* 1935), deutscher Architekt
- Zeilin, Jacob (1806–1880), Befehlshaber des amerikanischen Marine Corps
- Zeilinger, Anton (* 1945), österreichischer Physiker und HochschullehrerAnton Zeilinger (* 1945)

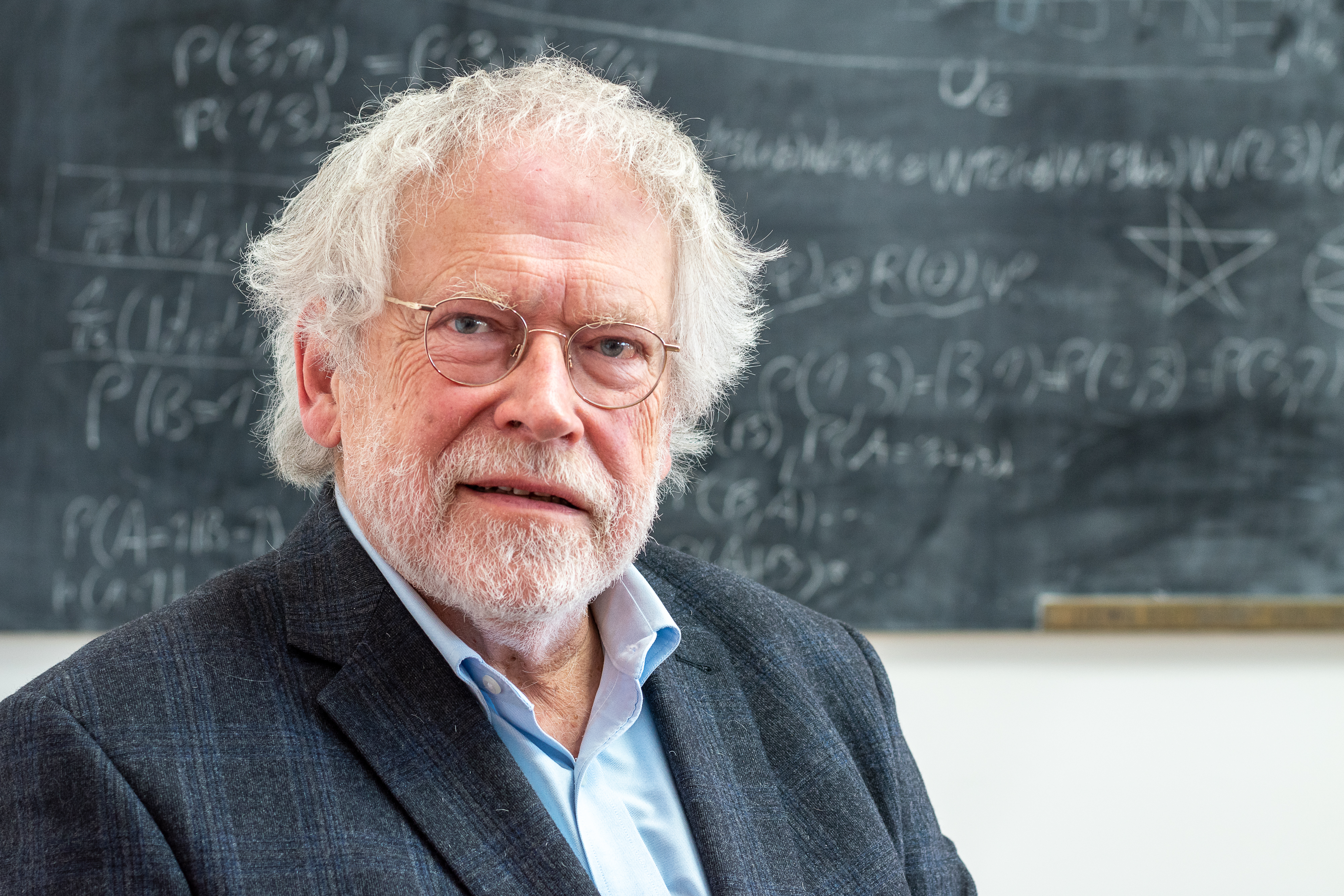
Anton Zeilinger (* 1945)

- Zeilinger, Franz (1934–2021), österreichischer Ordensgeistlicher und römisch-katholischer Theologe
- Zeilinger, Gabriel (* 1975), deutscher Historiker und Hochschullehrer
- Zeilinger, Johannes (* 1948), deutscher Sportmediziner und Autor
- Zeilinger, Julie (* 1993), US-amerikanische feministische Bloggerin und Autorin
- Zeilinger, Karin (* 1965), österreichische Taekwondoin
- Zeilinger, Roman (* 1938), österreichischer Dirigent, Pianist, Musikwissenschaftler und Theaterintendant
- Zeilinger-Migsich, Susanne (* 1969), österreichische Mikrobiologin
- Zeiller, Charles René (1847–1915), französischer Ingenieur und Paläobotaniker
- Zeiller, Franz Anton (1716–1794), österreichischer Maler
- Zeiller, Franz von (1751–1828), österreichischer Jurist und Rektor der Universität Wien
- Zeiller, Johann Jakob (1708–1783), österreichischer Maler
- Zeiller, Martin (1589–1661), deutscher AutorMartin Zeiller (1589–1661)

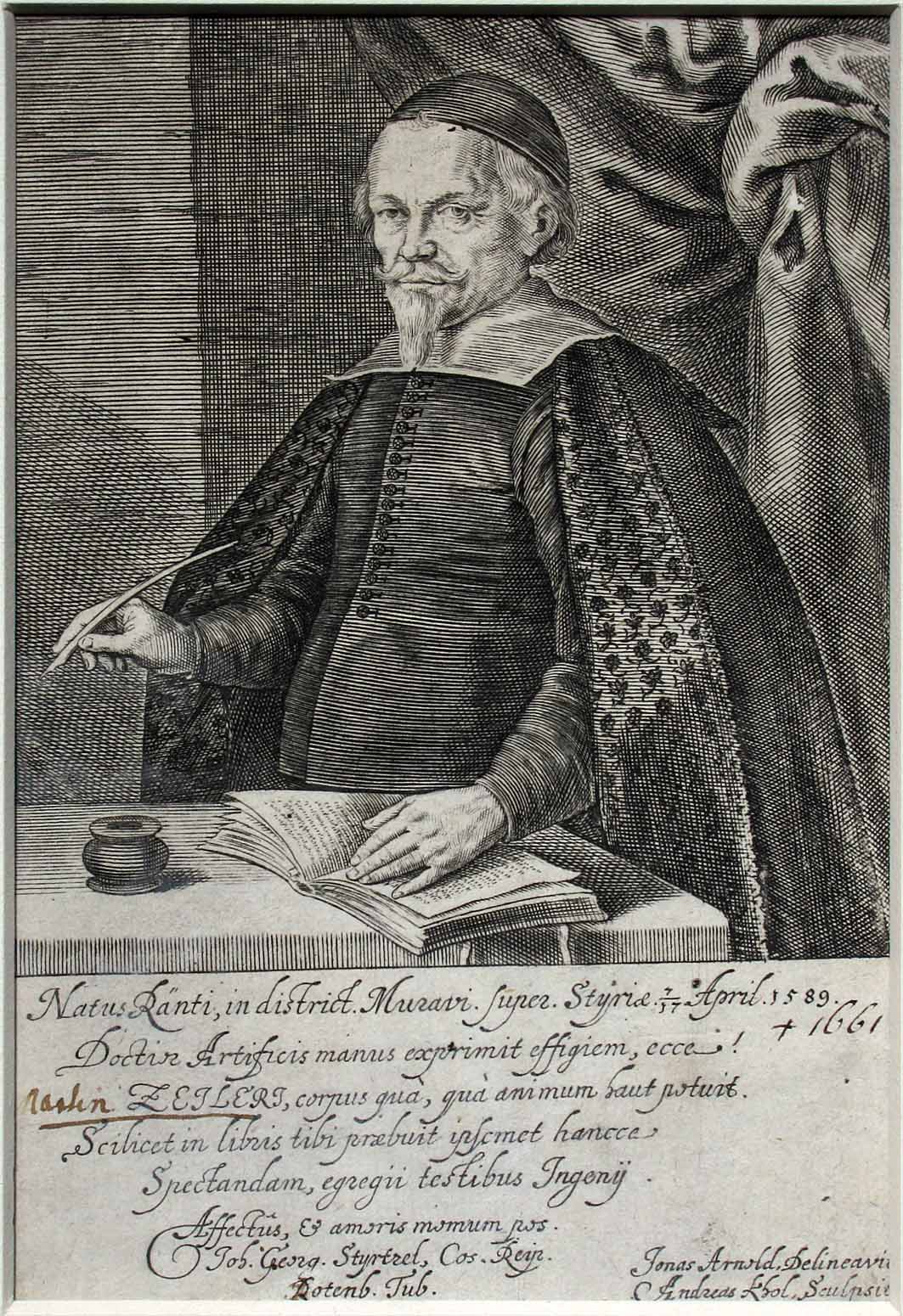
Martin Zeiller (1589–1661)

- Zeiller, Ottmar (1868–1921), österreichischer Bildhauer und Holzschnitzer
- Zeiller, Otto (1913–1988), österreichischer Maler und Grafiker
- Zeiller, Paul (1655–1738), österreichischer Barockmaler
- Zeiller, Paul (1880–1915), deutscher Bildhauer
- Zeiller-Uchatius, Maria (1882–1958), österreichische Malerin, Grafikerin, Kunstgewerblerin und Professorin
- Zeillinger, Gerhard (* 1964), österreichischer Historiker, Literaturwissenschafter, Lektor und Schriftsteller
- Zeillinger, Gustav (1917–1997), österreichischer Politiker (FPÖ), Abgeordneter zum Nationalrat
- Zeilner, Franz (* 1953), österreichischer Kanute

### Zeim
- Zeimann, Alice (* 1998), neuseeländische Volleyball- und Beachvolleyballspielerin
- Zeimentz, Hans (* 1939), deutscher Moraltheologe und Alt-Rektor der Katholischen Fachhochschule (KFH) Mainz
- Zeimes, Lucien (1948–2002), luxemburgischer Radrennfahrer
- Zeimet, Jacques, luxemburgischer Spieleautor
- Zeimet, Miriam (* 1978), deutsche Biathletin
- Zeimetz, Birgit (* 1960), deutsche Politikerin (CDU), MdL
- Zeimke, Simon (* 1983), deutscher Politiker (CDU)
- Zeimoto, Francisco, portugiesischer Händler und Seefahrer
- Žeimys, Pranas (* 1957), litauischer Politiker

### Zein
- Zein al-Sharaf Talal (1916–1994), jordanische KöniginZein al-Sharaf Talal (1916–1994)

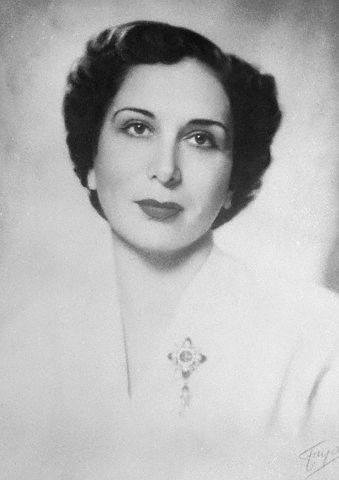
Zein al-Sharaf Talal (1916–1994)

- Zein, Ali (* 1990), ägyptischer Handballspieler
- Zein, Hussein (* 1995), libanesischer Fußballspieler
- Zein, Kassem El- (* 1990), libanesischer Fußballspieler
- Zein, Kurt (1945–2022), österreichischer Kunstdrucker
- Zein, Maha (* 1976), ägyptische Squashspielerin
- Zein, Marjatta (1948–2021), finnisch-österreichische Künstlerin
- Zein, Melhem (* 1982), libanesischer Sänger
- Zein, Zeina (* 2004), ägyptische Squashspielerin
- Zeinab Kamel Ali, dschibutische Politikerin
- Zeinar, Hubert (1946–2021), österreichischer Offizier, Beamter, Militärschriftsteller und Ethnologe
- Zeindler, Matthias (* 1958), Schweizer evangelischer Theologe
- Zeindler, Peter (1934–2023), Schweizer Journalist und SchriftstellerPeter Zeindler (1934–2023)

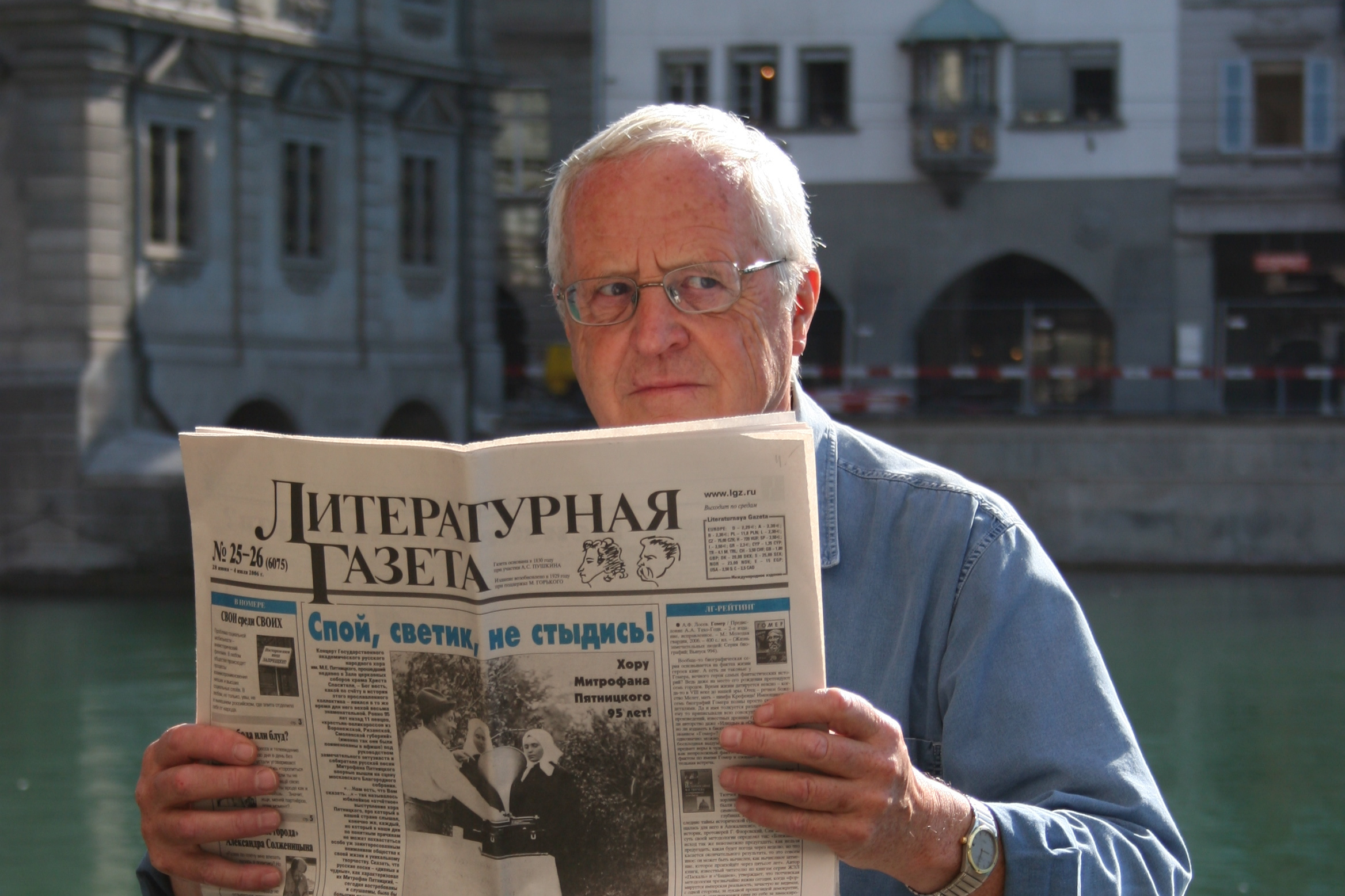
Peter Zeindler (1934–2023)

- Zeindler, Werner (* 1947), Schweizer Filmregisseur, Drehbuchautor und Produktionsleiter
- Zeine Ould Zeidane (* 1966), mauretanischer Politiker
- Zeineddine, Farid (1907–1973), syrischer Diplomat
- Zeiner, Anna (1807–1861), österreichische Theaterschauspielerin
- Zeiner, Gerald (* 1988), österreichischer Handballspieler
- Zeiner, Helmut (* 1987), österreichischer Fußballspieler
- Zeiner, Lukas, Schweizer Glasmaler und Landvogt
- Zeiner, Manfred (1921–2005), deutscher Politiker (SPD), MdL
- Zeiner, Monika (* 1971), deutsche Autorin
- Zeiner-Gundersen, Herman Fredrik (1915–2002), norwegischer General
- Zeininger, Heinrich (1867–1939), deutscher Gärtner und Landschaftsarchitekt, letzter preußischer Hofgartendirektor
- Zeininger, Josef (1916–1995), österreichischer Geistlicher
- Zeininger, Sylvester (1887–1973), österreichischer Politiker (CSP), Abgeordneter zum Nationalrat
- Zeinler, Johannes (* 1993), österreichischer Organist
- Zeino, Ellinor (* 1980), deutsche Politikwissenschaftlerin
- Zeinstra, Erwin (* 1977), niederländischer Fußballschiedsrichter
- Zeinz, Horst (* 1965), deutscher Grundschulpädagoge

### Zeio
- Zeionises, indischer König

### Zeip
- Zeipel, Carl von (1793–1849), schwedischer Schriftsteller und Dichter
- Zeipel, Hugo von (1873–1959), schwedischer Astronom
- Zeipelt, Peter, österreichischer Komponist, Musikpädagoge, Dirigent, und Blechbläser

### Zeis
- Zeis, Agathe (1840–1887), deutsche Käsespezialistin
- Zeis, Eduard (1807–1868), deutscher Chirurg
- Zeis, Peter (* 1989), deutscher Basketballspieler
- Zeisberg, Carl (1804–1850), deutscher Bibliothekar und Sammler von Büchern
- Zeisberg, Ingmar (1931–2022), deutsche Filmschauspielerin
- Zeisberg, Karl von (1789–1863), österreichischer Feldmarschall-Leutnant
- Zeisberg, Michael (* 1971), deutscher Mediziner
- Zeisberger, David (1721–1808), evangelischer Missionar, Geistlicher, Dolmetscher und Sprachforscher
- Zeisberger, Oliver (* 1965), österreichischer Moderator beim ORF
- Zeisberger, Stefan (* 1977), deutscher Wirtschaftswissenschaftler
- Zeischegg, Walter (1917–1983), österreichischer Designer und Künstler
- Zeischka, Franz (1869–1909), böhmischer Dirigent und Musikdirektor
- Zeise, Heinrich (1718–1794), deutscher evangelischer Pastor
- Zeise, Heinrich (1793–1863), deutscher Apotheker, Techniker und Fabrikant
- Zeise, Heinrich (1822–1914), deutscher Apotheker, Fabrikant, Dichter und Übersetzer
- Zeise, Heinz (1926–1976), deutscher Szenenbildner und Maler
- Zeise, Theodor (1826–1890), deutscher Fabrikant
- Zeise, Thomas, deutscher Handballspieler
- Zeise, Uwe (1939–2017), deutscher Diplomat, Botschafter der DDR
- Zeise, William Christopher (1789–1847), dänischer organischer Chemiker
- Zeisel, Dorothea (* 1949), deutsche Italianistin
- Zeisel, Eva (1906–2011), US-amerikanische Industriedesignerin
- Zeisel, Hans (1905–1992), österreichisch-amerikanischer Statistiker, Professor für Statistik, Recht und Wirtschaft
- Zeisel, Prisca (* 1995), österreichische Tänzerin
- Zeisel, Rudolf (1869–1942), böhmisch-österreichisch-tschechischer Bühnenschauspieler, Theaterregisseur und -leiter
- Zeisel, Simon (1854–1933), österreichischer Chemiker
- Zeiser, Daniela (* 1983), österreichische Skirennläuferin
- Zeiser, Jakob (1820–1886), deutscher Buchhändler und Verleger
- Zeiser, Robert (* 1975), deutscher Hämatologe und Immunologe
- Zeiser, Rudolf (1936–1993), deutscher Fußballspieler
- Zeiser, Wilhelm (* 1950), deutscher Politiker (SPD)
- Zeiseweis, Kurt (* 1937), deutscher stellvertretender Abteilungsleiter im Ministerium für Staatssicherheit (MfS) der DDR
- Zeising, Adolf (1810–1876), deutscher AutorAdolf Zeising (1810–1876)

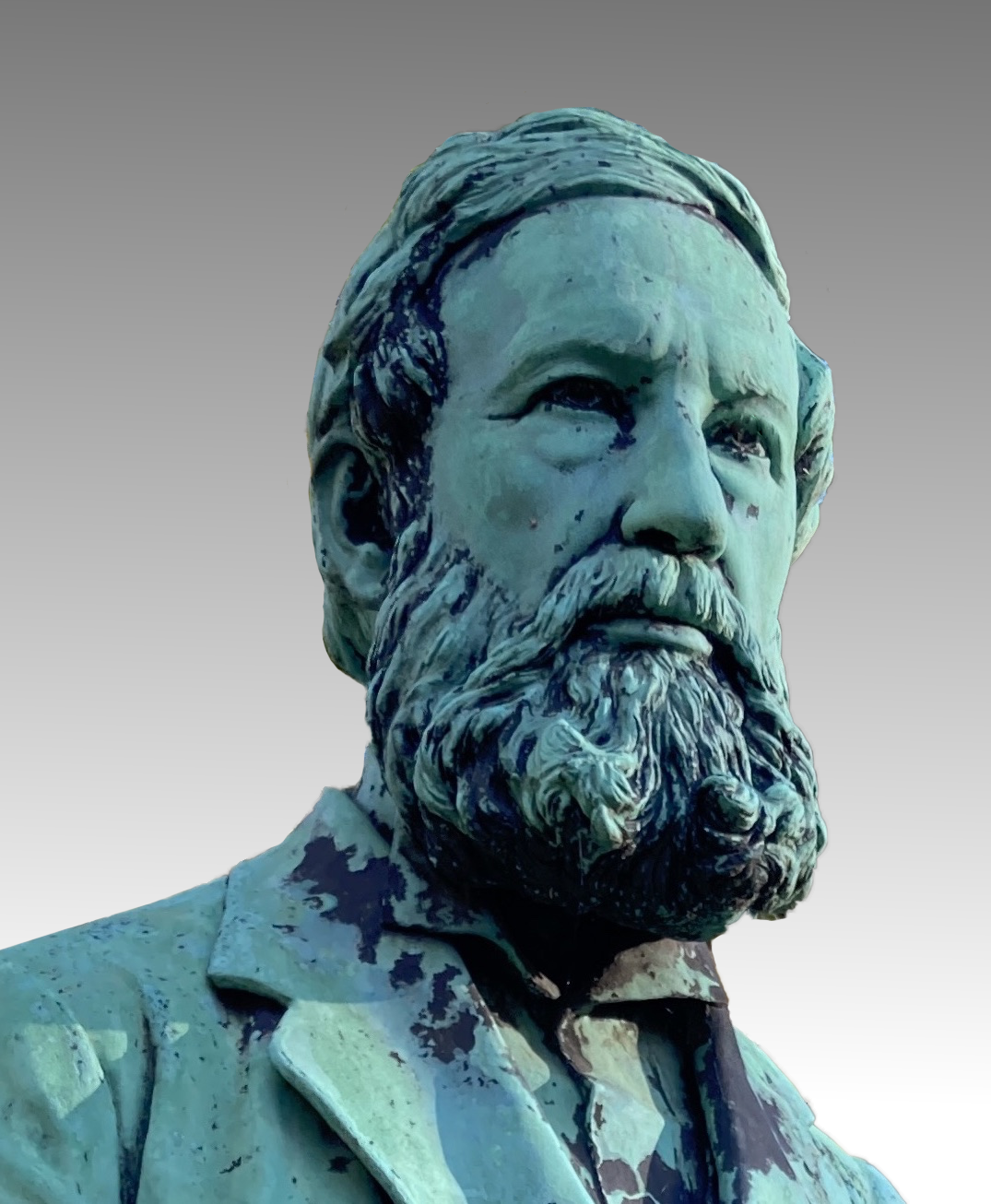
Adolf Zeising (1810–1876)

- Zeising, Gert (* 1936), deutscher Jurist, Grafikdesigner, Papierplastiker und Buchillustrator
- Zeising, Heinrich, deutscher Ingenieur
- Zeiske, Christiane (* 1961), deutsche Schauspielerin
- Zeiske, Johann Gottfried (1681–1756), deutscher Schriftsteller und Pädagoge
- Zeiske, Walter (1895–1961), deutscher Filmproduktionsleiter und Herstellungsleiter
- Zeiske, William (1888–1952), deutscher Stummfilmdarsteller und Aufnahmeleiter
- Zeiske, Wolfgang (1920–1975), deutscher Schriftsteller
- Zeisl, Erich (1905–1959), österreichischer Komponist und MusikpädagogeErich Zeisl (1905–1959)

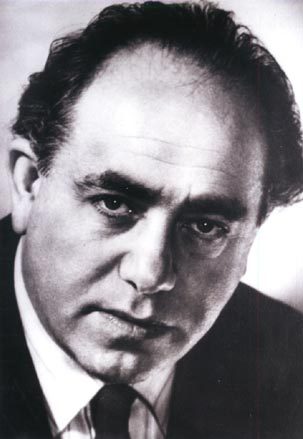
Erich Zeisl (1905–1959)

- Zeisler, Alfred (1892–1985), deutscher Schauspieler, Produzent und Regisseur
- Zeisler, Andi (* 1972), US-amerikanische Autorin und Medienkritikerin
- Zeisler, Gertrude (* 1888), österreichisches Opfer des Holocaust
- Zeisler, Karoline (* 1944), österreichische Schauspielerin
- Zeisner, Christoph-Michael (1943–2022), deutscher Sportschütze
- Zeisner, Hans (1911–1978), österreichischer Komponist, Geiger und Kapellmeister
- Zeisold, Johann (1599–1667), deutscher Physiker
- Zeiß, Alexander (1861–1938), deutscher Pastor und Politiker, MdL
- Zeiß, Arnold (1928–2020), deutscher Geologe und Paläontologe
- Zeiß, Bruno (1887–1972), deutscher Kommunalpolitiker
- Zeiß, Carl (1816–1888), deutscher Mechaniker und UnternehmerCarl Zeiß (1816–1888)

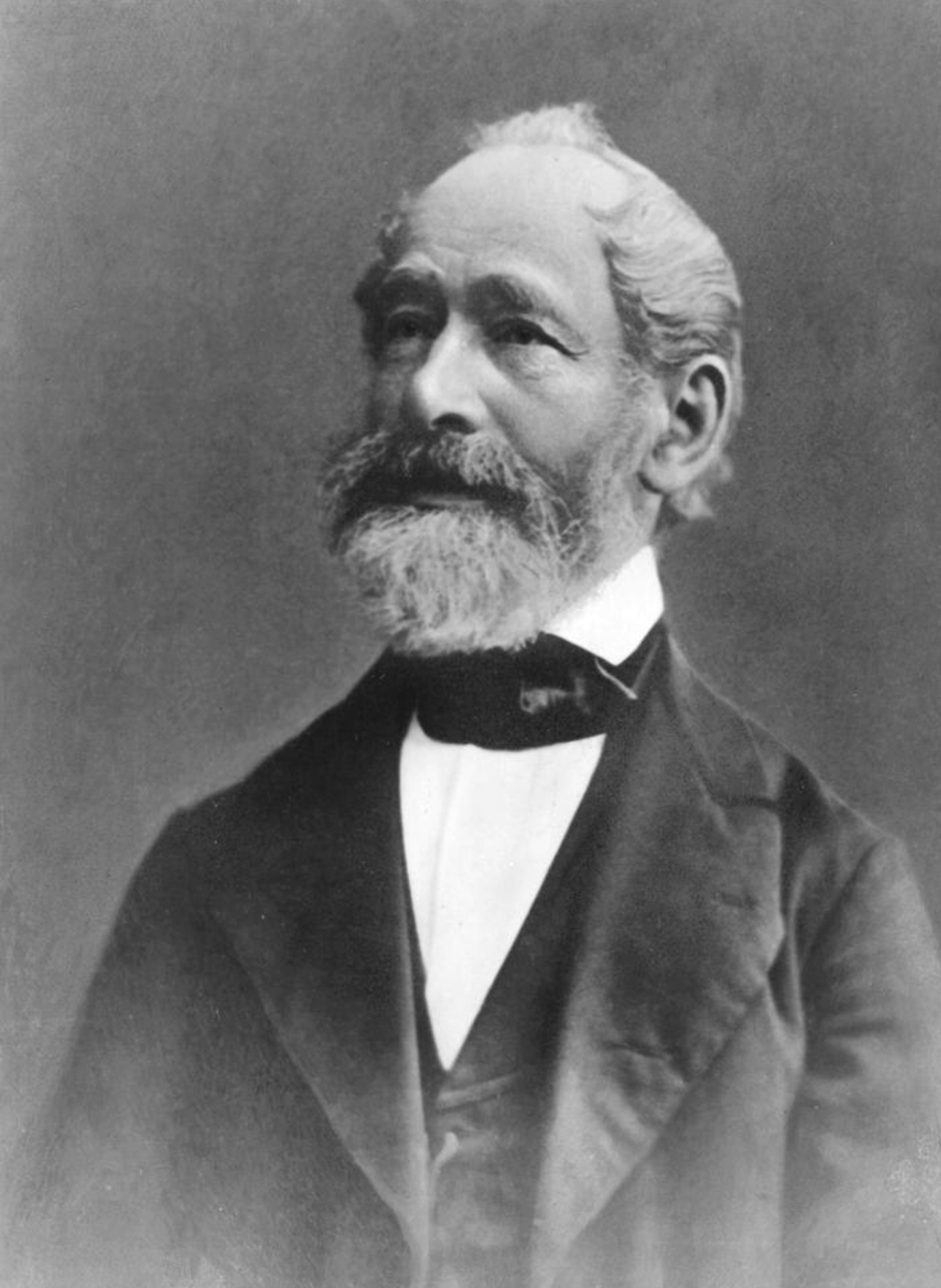
Carl Zeiß (1816–1888)

- Zeiß, Christa (* 1950), deutsche Badmintonspielerin
- Zeiß, Emil (1833–1910), deutscher evangelischer Pfarrer und Maler
- Zeiss, Erich (1894–1975), deutscher Augenarzt
- Zeiß, Günter (* 1941), deutscher Leichtathlet
- Zeiss, Hans (1895–1944), deutscher Mittelalterarchäologe und Prähistoriker
- Zeiss, Harald (* 1972), deutscher Wirtschaftswissenschaftler
- Zeiss, Heinz (1888–1949), deutscher Arzt
- Zeiß, Jakob (1886–1952), deutscher Politiker (SPD, USPD, KPD), MdR, Landtagsabgeordneter Volksstaat Hessen
- Zeiss, Karl (1871–1924), deutscher Dramaturg und Intendant
- Zeiß, Karl (1912–1994), deutscher evangelischer Theologe, Olympiapfarrer
- Zeiss, Walter (1933–2006), deutscher Rechtswissenschaftler
- Zeißberg, Heinrich von (1839–1899), österreichischer Historiker und Bibliothekar
- Zeißig, Julius (1855–1930), deutscher Architekt
- Zeißig, Richard (1897–1942), deutscher nationalsozialistischer Funktionär
- Zeissl, Hermann von (1817–1884), österreichischer Dermatologe
- Zeissl, Lotte (1920–2008), österreichische Lehrerin, Überlebende des KZ Ravensbrück
- Zeissl, Maximilian von (1853–1925), österreichischer Mediziner
- Zeißlein, Anton (1884–1949), deutscher Politiker (CSU), MdL Bayern
- Zeißler, Armin (1922–2014), deutscher Literaturwissenschaftler, Redakteur und Autor
- Zeißler, Berno (1907–1997), deutscher Jurist und Politiker
- Zeissler, Hildegard (1914–2006), deutsche Malakologin
- Zeissler, Johannes (1883–1965), deutscher Mediziner und Bakteriologe
- Zeissner, Oscar (1928–1997), deutscher Radrennfahrer
- Zeissner, Richard (* 1892), deutscher Radrennfahrer
- Zeißner, Walter (1928–2016), deutscher Politiker (CSU), MdL

### Zeit
- Zeit, Hermann (1925–1988), deutscher Sozialarbeiter
- Zeitblom, Bartholomäus, deutscher Maler der Ulmer Schule
- Zeitblom, Georg (* 1962), deutscher Musiker und Performancekünstler
- Zeitel, Gerhard (1927–1991), deutscher Wirtschaftswissenschaftler und Politiker (CDU), MdB, saarländischer Landesminister
- Zeitel, Ulrich (* 1956), deutscher Rechtsanwalt
- Zeiter, Michel (* 1974), Schweizer Eishockeyspieler, -trainer und -funktionär
- Zeitfuchs, Johann Arnold (1671–1742), deutscher Chronist, Theologe und geistlicher Schriftsteller
- Zeithaml, Valarie, US-amerikanische Wirtschaftswissenschaftlerin
- Zeithammer, Franz (1939–2019), deutscher Messe- und Kulturmanager
- Zeithammer, Gottlieb (1904–1982), österreichischer Bassbariton
- Zeitin, Grigori Samuilowitsch (1936–2022), russischer Mathematiker und Informatiker
- Zeitke, Otto (1924–2025), deutscher Autor und Ökonom
- Zeitlein, Michael (* 1947), sowjetisch-deutscher Schachmeister und Schachpublizist
- Zeitler, Axel, deutscher Chemiker und Hochschullehrer
- Zeitler, Carl Ludwig (1835–1910), deutscher Kaufmann und Mäzen
- Zeitler, Deniz (* 2006), deutscher Fußballspieler
- Zeitler, Eberhard (1930–2011), deutscher Mediziner
- Zeitler, Elmar (1927–2020), deutscher Physiker
- Zeitler, Erich (1921–2004), deutscher Politiker (SPD), MdL
- Zeitler, Erwin (1925–2008), deutscher Politiker (BP, CSU), MdL Bayern und Bürgermeister
- Zeitler, Franz-Christoph (* 1948), deutscher Rechtsanwalt und Banker, Vizepräsident der Deutschen Bundesbank, Präsident der Landeszentralbank, Staatssekretär
- Zeitler, Friedrich (1918–1984), deutscher römisch-katholischer Priester und Internatsdirektor
- Zeitler, Guido (* 1971), deutscher Gewerkschaftsfunktionär, Vorsitzender der Gewerkschaft Nahrung-Genuss-Gaststätten
- Zeitler, Herbert (1923–2012), deutscher Gymnasiallehrer und Professor für Mathematikdidaktik
- Zeitler, Herbert (* 1927), deutscher Verwaltungsjurist
- Zeitler, Jan (* 1970), deutscher Politiker (SPD)
- Zeitler, Johann (1927–2018), deutscher Fußballspieler
- Zeitler, Josef (1871–1958), deutscher Bildhauer
- Zeitler, Julius (1874–1943), deutscher Philosoph, Schriftsteller, Literaturhistoriker, Bibliothekar und Verleger
- Zeitler, Karin (* 1953), deutsche Politikerin (Bündnis 90/Die Grünen), MdB
- Zeitler, Karl (1943–2013), deutscher Politiker (SPD)
- Zeitler, Karl Heinz (* 1929), deutscher Radio- und Fernsehautor und Filmregisseur
- Zeitler, Kevin (* 1990), US-amerikanischer American-Football-Spieler
- Zeitler, Klaus (1929–2020), deutscher Politiker (SPD, REP, Würzburger Liste)
- Zeitler, Kurt (* 1959), deutscher Kunsthistoriker
- Zeitler, Ludwig (1880–1965), deutscher Landrat des Landkreises Landshut
- Zeitler, Marcus (* 1975), deutscher Politiker (CDU) und Bürgermeister
- Zeitler, Max (1898–1949), deutscher Verwaltungsjurist und Kommunalbeamter
- Zeitler, Moritz (* 1994), deutscher Volleyballspieler
- Zeitler, Otto (* 1944), deutscher Bauunternehmer, Politiker (CSU), Autor
- Zeitler, Philipp (1901–1984), deutscher Jurist und Kommunalbeamter
- Zeitler, Ralf (1903–1953), deutscher Volkswirt und SA-Führer
- Zeitler, Rolf (1943–2023), deutscher Politiker (CSU)
- Zeitler, Rudolf (1864–1915), Jagdschriftsteller, Fremdsprachenkorrespondent und Pharmazeut
- Zeitler, Rudolf Walter (1912–2005), deutsch-schwedischer Kunsthistoriker
- Zeitler, Walter (* 1933), deutscher Fußballspieler
- Zeitler, Walther (1923–2006), deutscher Journalist und Autor
- Zeitler, Werner (1926–2004), deutscher Politiker (SPD), MdB
- Zeitlhofer, Hannah (* 1986), österreichische PferdesportlerinHannah Zeitlhofer (* 1986)

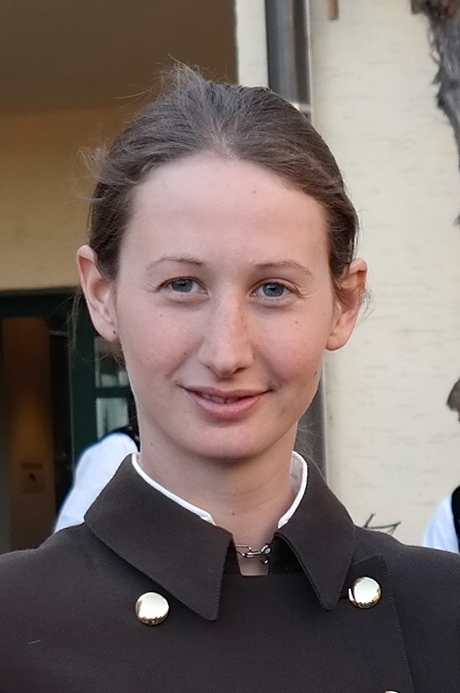
Hannah Zeitlhofer (* 1986)

- Zeitlhofer, Peter (* 1978), österreichischer Fußballspieler und -trainer
- Zeitlin, Aaron (1898–1973), polnisch-US-amerikanischer Schriftsteller
- Zeitlin, Benh (* 1982), US-amerikanischer Filmemacher
- Zeitlin, Denny (* 1938), US-amerikanischer Jazzpianist und Arzt
- Zeitlin, Elchanan (1902–1941), polnischer Journalist und Schriftsteller
- Zeitlin, Froma I. (* 1933), US-amerikanische Klassische Philologin
- Zeitlin, Hillel (1872–1942), hebräischer und jiddischer Schriftsteller und Publizist
- Zeitlin, Jewsei Lwowitsch (* 1948), russischer Literaturwissenschaftler und Schriftsteller
- Zeitlin, Leo (1884–1930), russischer Musiker, Arrangeur und Komponist
- Zeitlin, Leon (1876–1967), deutscher Nationalökonom und Politiker (DDP, DStP)
- Zeitlin, Lew Moissejewitsch (1881–1952), russischer Geiger und Hochschullehrer
- Zeitlin, Solomon (1892–1976), Rabbiner, Theologe und Historiker
- Zeitlinger, Caspar (1798–1866), österreichischer Sensenfabrikant und Industriepionier
- Zeitlinger, Caspar Melchior Balthasar (1830–1898), österreichischer Sensenfabrikant
- Zeitlinger, Franz (1832–1899), österreichischer Sensenfabrikant
- Zeitlinger, Johann Michael (1803–1860), österreichischer Sensengewerke
- Zeitlinger, Josef (1884–1945), österreichischer Kameramann und Stummfilmregisseur
- Zeitlinger, Markus (* 1975), österreichischer Pharmakologe
- Zeitlinger, Peter (* 1960), österreichischer Kameramann
- Zeitlinger-Haake, Ulrike (* 1969), österreichische Journalistin
- Zeitlmann, Wolfgang (* 1941), deutscher Politiker (CSU), MdB
- Zeitmann, Georg Wilhelm (1771–1836), Politiker Freie Stadt Frankfurt
- Zeitner, Herbert (1900–1988), deutscher Gold- und Silberschmied
- Zeitoun, Ariel (* 1945), französischer Filmproduzent, -regisseur und Drehbuchautor
- Zeitouni, Ofer (* 1960), israelisch-amerikanischer Mathematiker
- Zeitschel, Carltheo (1893–1945), deutscher Arzt, Nationalsozialist und Diplomat
- Zeitvogel, Hugo (1903–1982), deutscher Politiker (CDU)
- Zeitvogel, Michael (* 1955), deutscher Fußballtorhüter
- Zeitz, Barney (* 1951), US-amerikanischer Glasmaler und Bildhauer
- Zeitz, Christian (* 1980), deutscher HandballspielerChristian Zeitz (* 1980)

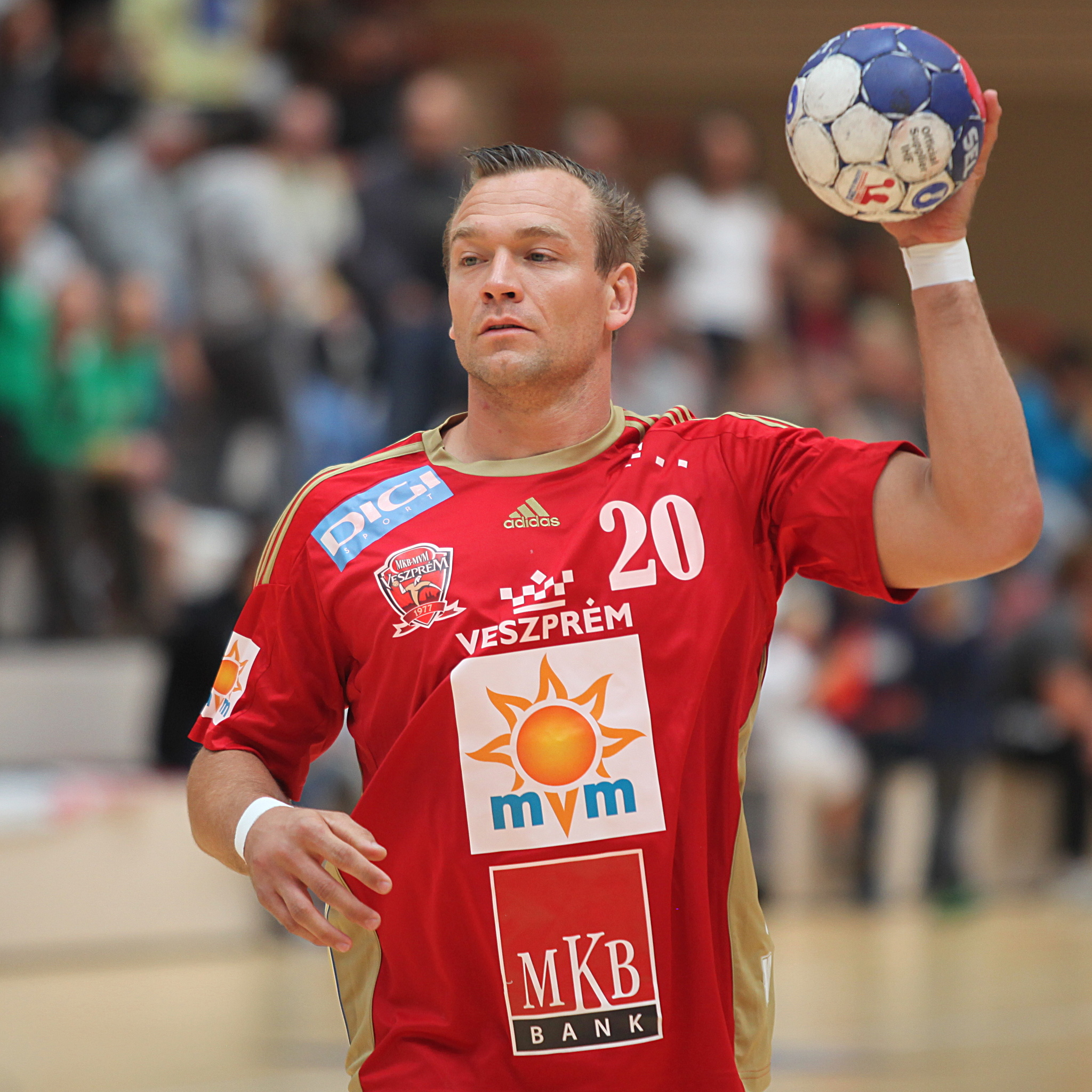
Christian Zeitz (* 1980)

- Zeitz, Constanze (* 1964), deutsche Rennrodlerin
- Zeitz, Dora (1913–1980), deutsche Widerstandskämpferin gegen den Nationalsozialismus
- Zeitz, Gottfried (* 1948), deutscher Diplomat
- Zeitz, Jochen (* 1963), deutscher Manager
- Zeitz, Jutta (* 1955), deutsche Agrarwissenschaftlerin
- Zeitz, Karl (1844–1912), deutscher Brauereibesitzer und Politiker (NLP), MdR
- Zeitz, Lisa (* 1970), deutsche Kunsthistorikerin
- Zeitz, Ludwig (1901–1963), deutscher Ingenieur und Sportfunktionär
- Zeitz, Manuel (* 1990), deutscher Fußballspieler
- Zeitz, Martin (1950–2013), deutscher Mediziner
- Zeitz, Petra (* 1967), deutsche Autorin und Historikerin
- Zeitz, Sophie (* 1972), deutsche Literaturübersetzerin
- Zeitz, Thomas (* 1973), deutscher Handballspieler und -trainer
- Zeitz, Tobias (* 1987), deutscher Theater- und Filmschauspieler und Sänger
- Zeitz, Ursula (1917–2011), deutsche Schauspielerin und Hörspiel- und Synchronsprecherin
- Zeitzler, Kurt (1895–1963), deutscher Generaloberst und Generalstabschef des Heeres während des Zweiten WeltkriegesKurt Zeitzler (1895–1963)

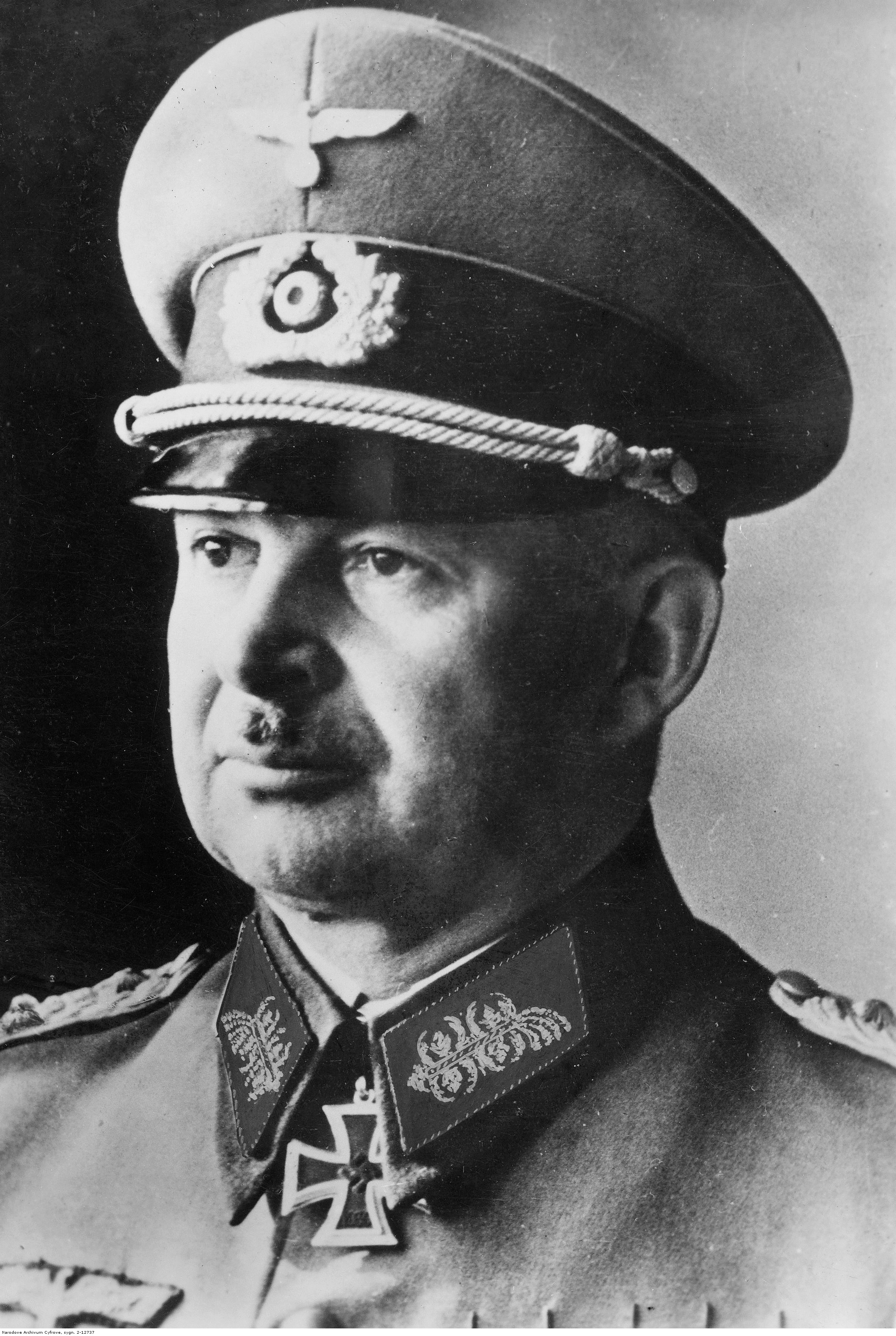
Kurt Zeitzler (1895–1963)

- Zeitzschel, Gustav (1868–1951), deutscher Opernsänger (lyrischer Tenor) und Gesangs- und Klavierpädagoge

### Zeiz
- Zeiz, August Hermann (1893–1964), deutscher Schriftsteller
- Zeizinger, Barbara (* 1949), deutsche Lyrikerin und Reiseschriftstellerin